# Lijst van gemeentelijke monumenten in Maastricht, Statenkwartier
De buurt Statenkwartier in de wijk Maastricht-Centrum in Maastricht heeft  276 panden/objecten die als gemeentelijke monumenten zijn beschreven in 175 regels (monumentnummers). De 24 objecten (14 monumentnummers) op het De Sphinx-terrein zijn hieronder geclusterd in een afzonderlijke sectie. Daarnaast kent de wijk nog 252 objecten (161 monumentnummers) op andere locaties in de wijk. Zie hieronder een overzicht. 

## Gemeentelijke monumenten op verschillende locaties
Verspreid door de rest van de wijk (buiten het De Sphinx-terrein) bevinden zich de volgende 252 gemeentelijke monumenten beschreven in 161 regels (monumentnummers).
| Object | Bouwjaar                                                     | Architect                                                                                       | Locatie                                                                                  | Coördinaten                   | Nr.                   | Afbeelding                                                                              |
| --- | ------------------------------------------------------------ | ----------------------------------------------------------------------------------------------- | ---------------------------------------------------------------------------------------- | ----------------------------- | --------------------- | --------------------------------------------------------------------------------------- |
| Woonhuis met gecementeerde lijstgevel                                                                             | circa 1900                                                   |                                                                                                 | Achter de Barakken 3abc                                                                  | 50° 51' 15" NB, 5° 41' 22" OL | 0935/985              | Woonhuis met gecementeerde lijstgevel                                                   |
| Dubbel woonhuis                                                                                                   | 1749                                                         |                                                                                                 | Achter de Barakken 5-7                                                                   | 50° 51' 15" NB, 5° 41' 22" OL | 0935/986              | Dubbel woonhuis                                                                         |
| Voormalig opslaggebouw                                                                                            | voor 1823, late 19e eeuw (voorgevel)                         |                                                                                                 | Achter de Barakken 13                                                                    | 50° 51' 14" NB, 5° 41' 20" OL | 0935/984              | Voormalig opslaggebouw                                                                  |
| Schoolgebouw | 1903                                                         |                                                                                                 | Achter de Barakken 31a                                                                   | 50° 51' 16" NB, 5° 41' 18" OL | 0935/231              | Schoolgebouw                                                                            |
| Stadswoning | begin 19e eeuw                                               |                                                                                                 | Achter de Barakken 33                                                                    | 50° 51' 15" NB, 5° 41' 18" OL | 0935/227              | Stadswoning                                                                             |
| Stadswoning | 1800                                                         |                                                                                                 | Achter de Barakken 35                                                                    | 50° 51' 15" NB, 5° 41' 18" OL | 0935/228              | Stadswoning                                                                             |
| Twaalf armenwoningen behorende bij Twaalf Apostelenhofje                                                          | 1868-1886                                                    |                                                                                                 | Batterijstraat 4-26, 26a-b                                                               | 50° 51' 11" NB, 5° 41' 20" OL | 0935/3000 [dode link] | Twaalf armenwoningen behorende bij Twaalf Apostelenhofje                                |
| Pakhuis | 1918                                                         |                                                                                                 | Batterijstraat 5 en 7                                                                    | 50° 51' 12" NB, 5° 41' 21" OL | 0935/1108             | Pakhuis                                                                                 |
| Woonhuis met lijstgevel                                                                                           | late 19e eeuw (lijstgevel)                                   |                                                                                                 | Batterijstraat 9b                                                                        | 50° 51' 12" NB, 5° 41' 21" OL | 0935/1113             | Woonhuis met lijstgevel                                                                 |
| Voormalig koetshuis                                                                                               | circa 1800                                                   |                                                                                                 | Batterijstraat 11                                                                        | 50° 51' 12" NB, 5° 41' 21" OL | 0935/1097             | Voormalig koetshuis                                                                     |
| Achterhuis |                                                              |                                                                                                 | achter Batterijstraat 11                                                                 | 50° 51' 12" NB, 5° 41' 22" OL | 0935/1096             | Upload foto                                                                             |
| Dubbel woonhuis in eclectische stijl                                                                              | 1902 (gesloopt 2019)                                         |                                                                                                 | Batterijstraat 13-15a-17                                                                 | 50° 51' 11" NB, 5° 41' 21" OL | 0935/3012 [dode link] | Dubbel woonhuis in eclectische stijl                                                    |
| Dubbel woonhuis met bedrijfsgedeelte in expressionistische stijl                                                  | circa 1918                                                   |                                                                                                 | Batterijstraat 21 a-d                                                                    | 50° 51' 11" NB, 5° 41' 21" OL | 0935/1099             | Dubbel woonhuis met bedrijfsgedeelte in expressionistische stijl                        |
| Dubbel woonhuis                                                                                                   | 1917                                                         |                                                                                                 | Batterijstraat 23a-b                                                                     | 50° 51' 10" NB, 5° 41' 21" OL | 0935/1100             | Dubbel woonhuis                                                                         |
| Woonhuis met eenvoudige lijstgevel                                                                                | circa 1800                                                   |                                                                                                 | Batterijstraat 33                                                                        | 50° 51' 9" NB, 5° 41' 21" OL  | 0935/1102             | Woonhuis met eenvoudige lijstgevel                                                      |
| Dubbel woonhuis in eclectische stijl                                                                              | 1898                                                         |                                                                                                 | Batterijstraat 36a-b en 38                                                               | 50° 51' 8" NB, 5° 41' 20" OL  | 0935/1103             | Dubbel woonhuis in eclectische stijl                                                    |
| Voornaam woonhuis in necoclassicistische stijl                                                                    | 1879                                                         |                                                                                                 | Batterijstraat 48                                                                        | 50° 51' 7" NB, 5° 41' 21" OL  | 0935/1105             | Voornaam woonhuis in necoclassicistische stijl                                          |
| Woonhuis | circa 1925                                                   |                                                                                                 | Batterijstraat 52                                                                        | 50° 51' 6" NB, 5° 41' 21" OL  | 0935/1106             | Woonhuis                                                                                |
| Koetshuis in chaletstijl op achterterrein                                                                         | circa 1900                                                   |                                                                                                 | achter Batterijstraat 56                                                                 | 50° 51' 5" NB, 5° 41' 20" OL  | 0935/1107             | Upload foto                                                                             |
| Bedrijfspand in nieuw historiserende stijl                                                                        | 1900                                                         |                                                                                                 | Batterijstraat 60                                                                        | 50° 51' 5" NB, 5° 41' 21" OL  | 0935/1109             | Bedrijfspand in nieuw historiserende stijl                                              |
| Woonhuis in traditionele stijl met expressionistische invloeden                                                   | 1934                                                         |                                                                                                 | Batterijstraat 62b                                                                       | 50° 51' 5" NB, 5° 41' 21" OL  | 0935/1110             | Woonhuis in traditionele stijl met expressionistische invloeden                         |
| Koetshuis (remise) van Markt 14                                                                                   | late 19e eeuw                                                |                                                                                                 | Batterijstraat 65                                                                        | 50° 51' 5" NB, 5° 41' 22" OL  | 0935/1111             | Koetshuis (remise) van Markt 14                                                         |
| Twee panden aan een binnenplaats verscholen achter een tuinmuur                                                   |                                                              |                                                                                                 | Batterijstraat 66ab en 68                                                                | 50° 51' 5" NB, 5° 41' 21" OL  | 0935/1112             | Upload foto                                                                             |
| Stadsboerderij met poortgebouwtje                                                                                 | 1895                                                         |                                                                                                 | Bogaardenstraat bij 1                                                                    | 50° 51' 13" NB, 5° 41' 17" OL | 0935/1125             | Stadsboerderij met poortgebouwtje                                                       |
| Tuinen Gesticht der XII Apostelen                                                                                 | 18e eeuw (tuin), 19e eeuw (tuin)                             |                                                                                                 | Bogaardenstraat bij 1                                                                    | 50° 51' 12" NB, 5° 41' 18" OL | 0935/1124             | Upload foto                                                                             |
| Lourdesgrot bij tuinen Gesticht der XII Apostelen                                                                 | 18e/19e eeuw                                                 |                                                                                                 | Bogaardenstraat bij 1                                                                    | 50° 51' 12" NB, 5° 41' 17" OL | 0935/1123             | Meer afbeeldingen                                                                       |
| Beeld St Petrus in tuin Gesticht der XII Apostelen                                                                | begin 20e eeuw                                               |                                                                                                 | Bogaardenstraat bij 1                                                                    | 50° 51' 11" NB, 5° 41' 18" OL | 0935/3610             | Meer afbeeldingen                                                                       |
| Beeld St. Lambertus in tuin Gesticht der XII Apostelen                                                            |                                                              |                                                                                                 | Bogaardenstraat bij 1                                                                    | 50° 51' 10" NB, 5° 41' 18" OL | 0935/3611             | Meer afbeeldingen                                                                       |
| Beeldenkast in voorgevel                                                                                          |                                                              |                                                                                                 | Bogaardenstraat bij 1m01 t/m 1n15 (tegenover 32)                                         | 50° 51' 10" NB, 5° 41' 17" OL | 0935/1122             | Upload foto                                                                             |
| Huis met lijstgevel                                                                                               | 19e eeuw (lijstgevel)                                        |                                                                                                 | Bogaardenstraat 10                                                                       | 50° 51' 12" NB, 5° 41' 16" OL | 0935/1126             | Huis met lijstgevel                                                                     |
| Woonhuis met lijstgevel                                                                                           | circa 1800                                                   |                                                                                                 | Bogaardenstraat 39                                                                       | 50° 51' 6" NB, 5° 41' 18" OL  | 0935/1127             | Woonhuis met lijstgevel                                                                 |
| Voormalig wasserijgebouw van de Zusters van Miséricorde                                                           | 1880                                                         |                                                                                                 | Bogaardenstraat 40b                                                                      | 50° 51' 6" NB, 5° 41' 16" OL  | 0935/1128             | Meer afbeeldingen                                                                       |
| Huis met lijstgevel                                                                                               |                                                              |                                                                                                 | Bogaardenstraat 41                                                                       | 50° 51' 6" NB, 5° 41' 18" OL  | 0935/1129             | Huis met lijstgevel                                                                     |
| Huis met lijstgevel                                                                                               | 19e eeuw (lijstgevel)                                        |                                                                                                 | Bogaardenstraat 48                                                                       | 50° 51' 5" NB, 5° 41' 17" OL  | 0935/1130             | Huis met lijstgevel                                                                     |
| Huis met witgesausde gevel                                                                                        | begin 20e eeuw                                               |                                                                                                 | Boschstraat 30                                                                           | 50° 51' 17" NB, 5° 41' 23" OL | 0935/238              | Huis met witgesausde gevel                                                              |
| Stadswoning |                                                              |                                                                                                 | Boschstraat 42 en 42a                                                                    | 50° 51' 16" NB, 5° 41' 23" OL | 0935/229              | Stadswoning                                                                             |
| Winkel-woonhuis met lijstgevel                                                                                    | 1878                                                         |                                                                                                 | Boschstraat 56                                                                           | 50° 51' 14" NB, 5° 41' 23" OL | 0935/1139             | Winkel-woonhuis met lijstgevel                                                          |
| Winkel-woonhuis met lijstgevel in eclectische stijl                                                               | late 19e eeuw (lijstgevel)                                   |                                                                                                 | Boschstraat 58                                                                           | 50° 51' 14" NB, 5° 41' 23" OL | 0935/1140             | Winkel-woonhuis met lijstgevel in eclectische stijl                                     |
| Winkel-woonhuis met eclectische lijstgevel                                                                        | 1901                                                         |                                                                                                 | Boschstraat 66 en 66b                                                                    | 50° 51' 13" NB, 5° 41' 23" OL | 0935/1141             | Winkel-woonhuis met eclectische lijstgevel                                              |
| Winkel-woonhuis met voorgevel in neogotische stijl                                                                | 1883                                                         |                                                                                                 | Boschstraat 92-92a                                                                       | 50° 51' 10" NB, 5° 41' 24" OL | 0935/1146             | Winkel-woonhuis met voorgevel in neogotische stijl                                      |
| Huis met lijstgevel                                                                                               | 19e eeuw (lijstgevel)                                        |                                                                                                 | Breulingstraat 4                                                                         | 50° 51' 13" NB, 5° 41' 22" OL | 0935/1199             | Huis met lijstgevel                                                                     |
| Huis met topgevel met koetshuis                                                                                   | 17e eeuw, circa 1900 (verbouwing), eind 19e eeuw (koetshuis) |                                                                                                 | Breulingstraat 6a-d                                                                      | 50° 51' 13" NB, 5° 41' 22" OL | 0935/1200             | Huis met topgevel met koetshuis                                                         |
| Huis met lijstgevel                                                                                               | vóór 1850 (kern), 2e helft van 19e eeuw (voorgevel)          |                                                                                                 | Breulingstraat 9                                                                         | 50° 51' 13" NB, 5° 41' 22" OL | 0935/1201             | Huis met lijstgevel                                                                     |
| Dubbelhuis met lijstgevel                                                                                         | 1930                                                         |                                                                                                 | Breulingstraat 17a-c                                                                     | 50° 51' 13" NB, 5° 41' 18" OL | 0935/1194             | Dubbelhuis met lijstgevel                                                               |
| Koetshuis met bovenwoning                                                                                         | circa 1850                                                   |                                                                                                 | Breulingstraat 18, 18ab                                                                  | 50° 51' 14" NB, 5° 41' 20" OL | 0935/1195             | Koetshuis met bovenwoning                                                               |
| Koetshuis met bovenwoning                                                                                         | 17e eeuw                                                     |                                                                                                 | Breulingstraat 20                                                                        | 50° 51' 13" NB, 5° 41' 19" OL | 0935/1196             | Koetshuis met bovenwoning                                                               |
| Winkel-woonhuis                                                                                                   | 1928                                                         |                                                                                                 | Breulingstraat 21a-b                                                                     | 50° 51' 13" NB, 5° 41' 18" OL | 0935/1197             | Winkel-woonhuis                                                                         |
| Huis met lijstgevel                                                                                               | 18e eeuw (lijstgevel)                                        |                                                                                                 | Breulingstraat 28abc                                                                     | 50° 51' 14" NB, 5° 41' 18" OL | 0935/1198             | Huis met lijstgevel                                                                     |
| Dubbel winkel-woonhuis met lijstgevel                                                                             | einde 19e eeuw, 1950 (herinrichting)                         |                                                                                                 | Brusselsestraat 2, 2abc                                                                  | 50° 50' 59" NB, 5° 41' 7" OL  | 0935/1218             | Meer afbeeldingen                                                                       |
| Woonhuis met poortdoorgang met voorgevel in neogotische stijl                                                     | circa 1912 (voorgevel)                                       |                                                                                                 | Brusselsestraat 10cd                                                                     | 50° 50' 59" NB, 5° 41' 6" OL  | 0935/1204             | Meer afbeeldingen                                                                       |
| Voormalige Sint-Jozefschool van de Broeders van de Onbevlekte Ontvangenis op achterterrein                        | 1912                                                         |                                                                                                 | achter Brusselsestraat 10cd                                                              | 50° 51' 1" NB, 5° 41' 5" OL   | 0935/1205             | Upload foto                                                                             |
| Woonhuis met lijstgevel in eclectische stijl                                                                      | 1893                                                         |                                                                                                 | Brusselsestraat 18                                                                       | 50° 50' 59" NB, 5° 41' 5" OL  | 0935/1217             | Meer afbeeldingen                                                                       |
| Woonhuis met eclectische voorgevel                                                                                | circa 1880                                                   |                                                                                                 | Brusselsestraat 28                                                                       | 50° 50' 59" NB, 5° 41' 3" OL  | 0935/1221             | Meer afbeeldingen                                                                       |
| Woonhuis met bovenpui in eclectische stijl                                                                        | 1893                                                         |                                                                                                 | Brusselsestraat 34                                                                       | 50° 50' 59" NB, 5° 41' 3" OL  | 0935/1223             | Meer afbeeldingen                                                                       |
| Kloostertuin van De Beyart                                                                                        |                                                              |                                                                                                 | Brusselsestraat bij 38                                                                   | 50° 51' 3" NB, 5° 40' 60" OL  | 0935/3609             | Meer afbeeldingen                                                                       |
| Poortgebouw en portiersloge van het voormalige moederhuis De Beyart van de Broeders van de Onbevlekte Ontvangenis | 1911                                                         | Lambertus Faber                                                                                 | Brusselsestraat 38 t/m 38B                                                               | 50° 50' 59" NB, 5° 41' 2" OL  | 0935/1227             | Meer afbeeldingen                                                                       |
| Restanten kloostervleugel van het Cellebroedersklooster                                                           | vroege 16e eeuw                                              |                                                                                                 | Brusselsestraat bij 38                                                                   | 50° 51' 2" NB, 5° 40' 58" OL  | 0935/1228             | Restanten kloostervleugel van het Cellebroedersklooster                                 |
| Winkel-woonhuis met lijstgevel                                                                                    | 1956 (onderpui)                                              | J. van der Pluijm (onderpui)                                                                    | Brusselsestraat 38ab                                                                     | 50° 50' 59" NB, 5° 41' 1" OL  | 0935/1229             | Meer afbeeldingen                                                                       |
| Herenhuis met neoclassicistische voorgevel en poortgebouw                                                         | late 19e eeuw (voorgevel)                                    |                                                                                                 | Brusselsestraat 40, 40abcd, 42                                                           | 50° 50' 59" NB, 5° 41' 0" OL  | 0935/1231             | Meer afbeeldingen                                                                       |
| Toegangspoort van basisschool St. Aloysius                                                                        |                                                              | Alphons Boosten                                                                                 | Brusselsestraat 46                                                                       | 50° 50' 59" NB, 5° 40' 60" OL | 0935/1232             | Meer afbeeldingen                                                                       |
| Woonhuis | circa 1770, circa 1900 (ophoging)                            |                                                                                                 | Brusselsestraat 66, 66abcd                                                               | 50° 50' 59" NB, 5° 40' 57" OL | 0935/1237             | Meer afbeeldingen                                                                       |
| Winkel-woonhuis met lijstgevel                                                                                    | late 18e eeuw (lijstgevel)                                   |                                                                                                 | Brusselsestraat 70                                                                       | 50° 50' 59" NB, 5° 40' 57" OL | 0935/1239             | Meer afbeeldingen                                                                       |
| Huis met lijstgevel in eclectische stijl                                                                          | circa 1875                                                   |                                                                                                 | Brusselsestraat 74-74a                                                                   | 50° 50' 59" NB, 5° 40' 56" OL | 0935/1240             | Meer afbeeldingen                                                                       |
| Kantoorgebouw op achterterrein                                                                                    | 1950                                                         | W.J. Sandhövel                                                                                  | achter Brusselsestraat 84                                                                | 50° 51' 0" NB, 5° 40' 55" OL  | 0935/1241             | Kantoorgebouw op achterterrein                                                          |
| Woonhuis met lijstgevel in eclectische stijl                                                                      |                                                              |                                                                                                 | Brusselsestraat 118                                                                      | 50° 50' 59" NB, 5° 40' 51" OL | 0935/1207             | Woonhuis met lijstgevel in eclectische stijl                                            |
| Winkel-woonhuis met lijstgevel                                                                                    | 1915                                                         |                                                                                                 | Brusselsestraat 120, 120bc                                                               | 50° 50' 59" NB, 5° 40' 50" OL | 0935/1208             | Winkel-woonhuis met lijstgevel                                                          |
| Schuur op achterterrein                                                                                           |                                                              |                                                                                                 | Brusselsestraat bij 124, 124bc                                                           | 50° 51' 0" NB, 5° 40' 50" OL  | 0935/1210             | Upload foto                                                                             |
| Voormalig opslaggebouw                                                                                            |                                                              |                                                                                                 | Brusselsestraat 134 en Zakstraat 1                                                       | 50° 50' 59" NB, 5° 40' 47" OL | 0935/2344 [dode link] | Voormalig opslaggebouw                                                                  |
| Woonhuis in eclectische stijl                                                                                     | 1902                                                         |                                                                                                 | Brusselsestraat 142                                                                      | 50° 50' 59" NB, 5° 40' 44" OL | 0935/1213             | Woonhuis in eclectische stijl                                                           |
| Woonhuis in eclectische stijl                                                                                     | circa 1900                                                   |                                                                                                 | Brusselsestraat 144                                                                      | 50° 50' 59" NB, 5° 40' 44" OL | 0935/1215             | Woonhuis in eclectische stijl                                                           |
| Woonhuis in eclectische stijl                                                                                     | circa 1913, 1941 (onderpui)                                  |                                                                                                 | Brusselsestraat 146abc                                                                   | 50° 50' 59" NB, 5° 40' 44" OL | 0935/1216             | Woonhuis in eclectische stijl                                                           |
| Sint Bernardusschool                                                                                              | 1921                                                         | A. Boosten en J. Ritzen                                                                         | Capucijnengang 10                                                                        | 50° 51' 6" NB, 5° 41' 14" OL  | 0935/1259             | Sint Bernardusschool                                                                    |
| Voormalige kapel van de broeders Onbevlekte Ontvangenis                                                           | 1885, 1994 (verbouw tot appartementen)                       |                                                                                                 | Capucijnengang 15 t/m 31                                                                 | 50° 51' 4" NB, 5° 41' 16" OL  | 0935/1260             | Voormalige kapel van de broeders Onbevlekte Ontvangenis                                 |
| Kloostervleugel                                                                                                   | 2e helft van de 19e eeuw (verbouwing tot kloostervleugel)    |                                                                                                 | Capucijnengang 23ab en 25ab                                                              | 50° 51' 4" NB, 5° 41' 15" OL  | 0935/1262             | Kloostervleugel                                                                         |
| Woonhuis | voor 1823, late 19e eeuw (verbouwing)                        |                                                                                                 | Capucijnengang 27a-c en 29a-c                                                            | 50° 51' 4" NB, 5° 41' 14" OL  | 0935/1263             | Woonhuis                                                                                |
| Dubbel woonhuis in eclectische stijl                                                                              | circa 1890                                                   |                                                                                                 | Capucijnenstraat 1 en 1a                                                                 | 50° 51' 14" NB, 5° 41' 3" OL  | 0935/223              | Dubbel woonhuis in eclectische stijl                                                    |
| Dubbel woonhuis                                                                                                   | circa 1915                                                   |                                                                                                 | Capucijnenstraat 3                                                                       | 50° 51' 14" NB, 5° 41' 4" OL  | 0935/222              | Upload foto                                                                             |
| Voormalige brandweerkazerne                                                                                       | 1958                                                         | Jan Zollner                                                                                     | Capucijnenstraat 21                                                                      | 50° 51' 11" NB, 5° 41' 7" OL  | 0935/224              | Voormalige brandweerkazerne                                                             |
| Huis met lijstgevel                                                                                               | 19e eeuw (lijstgevel)                                        |                                                                                                 | Capucijnenstraat 41a-d                                                                   | 50° 51' 8" NB, 5° 41' 9" OL   | 0935/1265             | Huis met lijstgevel                                                                     |
| Voormalig kloostercomplex van de Zusters van de Miséricorde: twee neogotische kapellen                            | 19e eeuw (zusterkapel), 1896 (lekenkapel)                    |                                                                                                 | bij Capucijnenstraat 45 en Misericordeplein 8-9                                          | 50° 51' 7" NB, 5° 41' 11" OL  | 0935/1277             | Meer afbeeldingen                                                                       |
| Stadswoning | circa 1930 (voorgevel)                                       |                                                                                                 | Capucijnenstraat 53                                                                      | 50° 51' 6" NB, 5° 41' 11" OL  | 0935/1266             | Stadswoning                                                                             |
| Woonhuis met voorgevel in eclectische stijl                                                                       | 1895 (verbouwing)                                            |                                                                                                 | Capucijnenstraat 61                                                                      | 50° 51' 6" NB, 5° 41' 11" OL  | 0935/1267             | Woonhuis met voorgevel in eclectische stijl                                             |
| Poortgebouw met hardstenen poortomlijsting                                                                        |                                                              |                                                                                                 | Capucijnenstraat 63                                                                      | 50° 51' 6" NB, 5° 41' 11" OL  | 0935/1268             | Poortgebouw met hardstenen poortomlijsting                                              |
| Voormalig koetshuis met hardstenen poortomlijsting                                                                |                                                              |                                                                                                 | Capucijnenstraat 65                                                                      | 50° 51' 6" NB, 5° 41' 11" OL  | 0935/1269             | Voormalig koetshuis met hardstenen poortomlijsting                                      |
| Huis met lijstgevel                                                                                               | 2e helft van de 19e eeuw                                     |                                                                                                 | Capucijnenstraat 66                                                                      | 50° 51' 10" NB, 5° 41' 7" OL  | 0935/1270             | Huis met lijstgevel                                                                     |
| Woonhuis met remise in eclectische stijl                                                                          | 1875                                                         |                                                                                                 | Capucijnenstraat 69-69a / Capucijnengang 16abc-22abc                                     | 50° 51' 5" NB, 5° 41' 12" OL  | 0935/1271             | Woonhuis met remise in eclectische stijl                                                |
| Woonhuis in neorenaissancestijl                                                                                   | 1907                                                         |                                                                                                 | Capucijnenstraat 71 / Capucijnengang 59                                                  | 50° 51' 5" NB, 5° 41' 12" OL  | 0935/1272             | Woonhuis in neorenaissancestijl                                                         |
| Woonhuis met gestucte lijstgevel                                                                                  | 17e eeuw, late 19e eeuw (voorgevel)                          |                                                                                                 | Capucijnenstraat 72 / Hoogfrankrijk 1                                                    | 50° 51' 9" NB, 5° 41' 7" OL   | 0935/1515 [dode link] | Woonhuis met gestucte lijstgevel                                                        |
| Woonhuis met lijstgevel                                                                                           |                                                              |                                                                                                 | Capucijnenstraat 86                                                                      | 50° 51' 8" NB, 5° 41' 8" OL   | 0935/1274 [dode link] | Woonhuis met lijstgevel                                                                 |
| Stadswoning met lijstgevel                                                                                        | voor 1823, 1883 (voorgevel)                                  |                                                                                                 | Capucijnenstraat 91-91a-d                                                                | 50° 51' 3" NB, 5° 41' 14" OL  | 0935/1275             | Stadswoning met lijstgevel                                                              |
| Woonhuis met stucgevel, onderdeel van Marres                                                                      | 19e eeuw (gevel)                                             |                                                                                                 | Capucijnenstraat 98, linkerdeel op perceel 5325                                          | 50° 51' 6" NB, 5° 41' 9" OL   | 0935/1276             | Woonhuis met stucgevel, onderdeel van Marres                                            |
| Klooster De Beyart van de Broeders van de Onbevlekte Ontvangenis                                                  | circa 1894-1896                                              | Lambertus Faber (klooster), Alphons Boosten & Witteveen (gedeeltelijke herbouw na bombardement) | Cellebroederstraat 8, Hoogfrankrijk 31                                                   | 50° 51' 3" NB, 5° 41' 3" OL   | 0935/1225             | Klooster De Beyart van de Broeders van de Onbevlekte Ontvangenis                        |
| Kloostertuin Zusters Ursulinen                                                                                    | einde 19e eeuw, 1950 (herinrichting)                         |                                                                                                 | achter Capucijnenstraat 120                                                              | 50° 51' 3" NB, 5° 41' 10" OL  | 0935/1264             | Meer afbeeldingen                                                                       |
| Huis met eclectische lijstgevel                                                                                   |                                                              |                                                                                                 | Grote Gracht 2b t/m 2d                                                                   | 50° 51' 4" NB, 5° 41' 23" OL  | 0935/1327             | Huis met eclectische lijstgevel                                                         |
| Winkel-woonhuis met lijstgevel                                                                                    | circa 1800                                                   |                                                                                                 | Grote Gracht 6                                                                           | 50° 51' 4" NB, 5° 41' 23" OL  | 0935/1333             | Winkel-woonhuis met lijstgevel                                                          |
| Winkel-woonhuis met lijstgevel en achterhuis                                                                      |                                                              |                                                                                                 | Grote Gracht 16                                                                          | 50° 51' 4" NB, 5° 41' 21" OL  | 0935/1321             | Winkel-woonhuis met lijstgevel en achterhuis                                            |
| Pakhuis | circa 1900                                                   |                                                                                                 | achter Grote Gracht 18                                                                   | 50° 51' 4" NB, 5° 41' 20" OL  | 0935/1346             | Upload foto                                                                             |
| Winkel-woonhuis met gestucte lijstgevel                                                                           | late 19e eeuw (lijstgevel)                                   |                                                                                                 | Grote Gracht 22abc                                                                       | 50° 51' 4" NB, 5° 41' 20" OL  | 0935/1323             | Winkel-woonhuis met gestucte lijstgevel                                                 |
| Winkel-woonhuis met lijstgevel                                                                                    | vroege 20e eeuw (lijstgevel)                                 |                                                                                                 | Grote Gracht 26                                                                          | 50° 51' 4" NB, 5° 41' 19" OL  | 0935/1324             | Winkel-woonhuis met lijstgevel                                                          |
| Winkel-woonhuis met lijstgevel                                                                                    | late 19e eeuw (lijstgevel)                                   |                                                                                                 | Grote Gracht 54 b01-d10                                                                  | 50° 51' 3" NB, 5° 41' 16" OL  | 0935/1330             | Winkel-woonhuis met lijstgevel                                                          |
| Winkel-woonhuis met gestucte lijstgevel                                                                           | vroege 20e eeuw (lijstgevel)                                 |                                                                                                 | Grote Gracht 70, 70b                                                                     | 50° 51' 2" NB, 5° 41' 13" OL  | 0935/1334             | Meer afbeeldingen                                                                       |
| Winkel-woonhuis met gestucte lijstgevel                                                                           | late 19e eeuw (lijstgevel)                                   |                                                                                                 | Grote Gracht 72                                                                          | 50° 51' 2" NB, 5° 41' 12" OL  | 0935/1335             | Meer afbeeldingen                                                                       |
| Dubbel woonhuis met lijstgevel                                                                                    | 1906                                                         |                                                                                                 | Herbenusstraat 5-7                                                                       | 50° 51' 12" NB, 5° 41' 4" OL  | 0935/1441             | Dubbel woonhuis met lijstgevel                                                          |
| Winkel-woonhuis met jugendstil-winkelpui                                                                          | 1904                                                         |                                                                                                 | Herbenusstraat 11abcd                                                                    | 50° 51' 11" NB, 5° 41' 3" OL  | 0935/1408             | Winkel-woonhuis met jugendstil-winkelpui                                                |
| Woonhuis met lijstgevel                                                                                           | 1904                                                         |                                                                                                 | Herbenusstraat 15, 15a t/m e                                                             | 50° 51' 11" NB, 5° 41' 3" OL  | 0935/1423             | Woonhuis met lijstgevel                                                                 |
| Woonhuis met lijstgevel                                                                                           | 1904                                                         |                                                                                                 | Herbenusstraat 17a t/m d                                                                 | 50° 51' 11" NB, 5° 41' 2" OL  | 0935/1430             | Woonhuis met lijstgevel                                                                 |
| Woonhuis met lijstgevel                                                                                           | 1904                                                         |                                                                                                 | Herbenusstraat 19, 19a t/m d                                                             | 50° 51' 11" NB, 5° 41' 2" OL  | 0935/1436             | Woonhuis met lijstgevel                                                                 |
| Woonhuis met lijstgevel                                                                                           | 1903                                                         |                                                                                                 | Herbenusstraat 21, 21ab                                                                  | 50° 51' 11" NB, 5° 41' 2" OL  | 0935/1438             | Woonhuis met lijstgevel                                                                 |
| Woonhuis met lijstgevel                                                                                           | 1903                                                         |                                                                                                 | Herbenusstraat 23, 23a t/m d                                                             | 50° 51' 10" NB, 5° 41' 2" OL  | 0935/1439             | Woonhuis met lijstgevel                                                                 |
| Woonhuis met lijstgevel                                                                                           | 1903                                                         |                                                                                                 | Herbenusstraat 25                                                                        | 50° 51' 10" NB, 5° 41' 1" OL  | 0935/1440             | Woonhuis met lijstgevel                                                                 |
| Twee blokken van ieder 17 arbeiderswoningen                                                                       | 1900                                                         |                                                                                                 | Herbenusstraat 64-96 en Statensingel 81-113                                              | 50° 51' 9" NB, 5° 40' 56" OL  | 0935/2012 [dode link] | Meer afbeeldingen                                                                       |
| Momus' Oudemannenhuis                                                                                             | ca. 1875-90                                                  |                                                                                                 | Herbenusstraat 87                                                                        | 50° 51' 4" NB, 5° 40' 54" OL  | 0935/1454             | Meer afbeeldingen                                                                       |
| Voormalige conciërgewoning van de St. Servatiusschool                                                             | 1912                                                         | J.G.H. Schoth                                                                                   | Herbenusstraat 89a                                                                       | 50° 51' 3" NB, 5° 40' 51" OL  | 0935/1456             | Meer afbeeldingen                                                                       |
| Woonhuis |                                                              |                                                                                                 | Herbenusstraat 91                                                                        | 50° 51' 3" NB, 5° 40' 50" OL  | 0935/3607 [dode link] | Woonhuis                                                                                |
| Twee dubbele woonhuizen                                                                                           | 1933                                                         |                                                                                                 | Herbenusstraat 97ab-99ab                                                                 | 50° 51' 2" NB, 5° 40' 50" OL  | 0935/1464 [dode link] | Twee dubbele woonhuizen                                                                 |
| Wooncomplex van 36 arbeiderswoningen in traditionele stijl                                                        | 1919                                                         | Jos Cuypers                                                                                     | Herbenusstraat 98-128 / Kazemattenstraat 1-2 / Laag Frankrijk 1-2 / Statensingel 115-145 | 50° 51' 6" NB, 5° 40' 52" OL  | 0935/3608 [dode link] | Meer afbeeldingen                                                                       |
| Woonhuis | 1927                                                         |                                                                                                 | Herbenusstraat 103                                                                       | 50° 51' 2" NB, 5° 40' 49" OL  | 0935/1399             | Woonhuis                                                                                |
| Winkel-woonhuis in eclectische stijl                                                                              |                                                              |                                                                                                 | Herbenusstraat 130a                                                                      | 50° 51' 4" NB, 5° 40' 51" OL  | 0935/1415             | Winkel-woonhuis in eclectische stijl                                                    |
| Dubbel woonhuis in eclectische stijl                                                                              | 1906                                                         |                                                                                                 | Herbenusstraat 136-138                                                                   | 50° 51' 4" NB, 5° 40' 50" OL  | 0935/1416             | Dubbel woonhuis in eclectische stijl                                                    |
| Dubbel woonhuis met spiegelsymmetrische voorgevel                                                                 | 1902                                                         |                                                                                                 | Herbenusstraat 140-142a t/m d                                                            | 50° 51' 4" NB, 5° 40' 50" OL  | 0935/1418             | Dubbel woonhuis met spiegelsymmetrische voorgevel                                       |
| Woonhuis met voorgevel in eclectische stijl                                                                       | 1906                                                         |                                                                                                 | Herbenusstraat 144, 144 at/m e                                                           | 50° 51' 3" NB, 5° 40' 49" OL  | 0935/1420             | Woonhuis met voorgevel in eclectische stijl                                             |
| Woonhuis met voorgevel in eclectische stijl                                                                       | 1906                                                         |                                                                                                 | Herbenusstraat 146                                                                       | 50° 51' 3" NB, 5° 40' 49" OL  | 0935/1421             | Woonhuis met voorgevel in eclectische stijl                                             |
| Woonhuis met voorgevel in eclectische stijl                                                                       | 1906                                                         |                                                                                                 | Herbenusstraat 148abcd                                                                   | 50° 51' 3" NB, 5° 40' 49" OL  | 0935/1422             | Woonhuis met voorgevel in eclectische stijl                                             |
| Woonhuis met voorgevel in eclectische stijl                                                                       | 1905                                                         |                                                                                                 | Herbenusstraat 150                                                                       | 50° 51' 3" NB, 5° 40' 49" OL  | 0935/1424             | Woonhuis met voorgevel in eclectische stijl                                             |
| Woonhuis met voorgevel in eclectische stijl                                                                       | 1904                                                         |                                                                                                 | Herbenusstraat 152                                                                       | 50° 51' 3" NB, 5° 40' 49" OL  | 0935/1425             | Woonhuis met voorgevel in eclectische stijl                                             |
| Dubbel woonhuis in eclectische stijl                                                                              | 1904                                                         |                                                                                                 | Herbenusstraat 154-156                                                                   | 50° 51' 3" NB, 5° 40' 48" OL  | 0935/1426             | Dubbel woonhuis in eclectische stijl                                                    |
| Dubbel woonhuis met voorgevel in eclectische stijl                                                                | 1904                                                         |                                                                                                 | Herbenusstraat 174-176                                                                   | 50° 51' 1" NB, 5° 40' 46" OL  | 0935/1429 [dode link] | Dubbel woonhuis met voorgevel in eclectische stijl                                      |
| Woonhuis met voorgevel in eclectische stijl                                                                       | 1906                                                         |                                                                                                 | Herbenusstraat 180                                                                       | 50° 51' 1" NB, 5° 40' 45" OL  | 0935/1431             | Woonhuis met voorgevel in eclectische stijl                                             |
| Woonhuis met voorgevel in neoclassicistische stijl                                                                | 1906                                                         |                                                                                                 | Herbenusstraat 182ab                                                                     | 50° 51' 0" NB, 5° 40' 45" OL  | 0935/1432             | Woonhuis met voorgevel in neoclassicistische stijl                                      |
| Woonhuis met voorgevel in eclectische stijl                                                                       | 1907                                                         |                                                                                                 | Herbenusstraat 184ac                                                                     | 50° 51' 0" NB, 5° 40' 45" OL  | 0935/1433             | Woonhuis met voorgevel in eclectische stijl                                             |
| Dubbel woonhuis met voorgevel in eclectische stijl                                                                | 1907                                                         |                                                                                                 | Herbenusstraat 186-188                                                                   | 50° 50' 60" NB, 5° 40' 45" OL | 0935/1435 [dode link] | Dubbel woonhuis met voorgevel in eclectische stijl                                      |
| Woonhuis met voorgevel in eclectische stijl                                                                       | 1905                                                         |                                                                                                 | Herbenusstraat 190abcd                                                                   | 50° 50' 60" NB, 5° 40' 45" OL | 0935/1437             | Woonhuis met voorgevel in eclectische stijl                                             |
| Voormalige armenschool van de Broeders van de Onbevlekte Ontvangenis                                              | 1903                                                         |                                                                                                 | Hoogfrankrijk 27                                                                         | 50° 51' 7" NB, 5° 41' 3" OL   | 0935/1516             | Voormalige armenschool van de Broeders van de Onbevlekte Ontvangenis                    |
| Dubbel woonhuis in eclectische stijl                                                                              | 1905                                                         |                                                                                                 | Koningin Emmaplein 2, 2abc, 3                                                            | 50° 50' 59" NB, 5° 40' 42" OL | 0935/1621 [dode link] | Dubbel woonhuis in eclectische stijl                                                    |
| Stadswoning | circa 1900                                                   |                                                                                                 | Maagdendries 6                                                                           | 50° 51' 15" NB, 5° 41' 17" OL | 0935/232              | Stadswoning                                                                             |
| Stadswoning | circa 1800                                                   |                                                                                                 | Maagdendries 8                                                                           | 50° 51' 15" NB, 5° 41' 17" OL | 0935/233              | Stadswoning                                                                             |
| Woonhuis met lijstgevel in neorenaissancestijl                                                                    | late 19e eeuw (lijstgevel)                                   |                                                                                                 | Markt 25                                                                                 | 50° 51' 7" NB, 5° 41' 24" OL  | 0935/1717             | Woonhuis met lijstgevel in neorenaissancestijl                                          |
| Woonhuis met lijstgevel                                                                                           | vroege 20e eeuw (lijstgevel)                                 |                                                                                                 | Markt 27                                                                                 | 50° 51' 7" NB, 5° 41' 24" OL  | 0935/1718             | Woonhuis met lijstgevel                                                                 |
| Gemeentelijk aanplakbord                                                                                          | 1910                                                         |                                                                                                 | Sint Catharinastraat                                                                     | 50° 51' 9" NB, 5° 41' 24" OL  | 0935/1866             | Gemeentelijk aanplakbord                                                                |
| Vier panden |                                                              |                                                                                                 | Statensingel 1-3-5-7                                                                     | 50° 51' 16" NB, 5° 41' 5" OL  | 0935/214              | Vier panden                                                                             |
| Voormalige brouwerij M. & E. Rutten in neoromaanse stijl                                                          | 1904                                                         |                                                                                                 | Statensingel 13                                                                          | 50° 51' 15" NB, 5° 41' 4" OL  | 0935/220              | Voormalige brouwerij M. & E. Rutten in neoromaanse stijl                                |
| Herenhuis met voorgevel in neorenaissancestijl, gebouwd als koffiehuis bij de brouwerij                           | 1904                                                         |                                                                                                 | Statensingel 15-15a                                                                      | 50° 51' 15" NB, 5° 41' 3" OL  | 0935/219              | Herenhuis met voorgevel in neorenaissancestijl, gebouwd als koffiehuis bij de brouwerij |
| Complex van acht beambtenwoningen in eclectische stijl                                                            | 1880                                                         |                                                                                                 | Statensingel 65-79                                                                       | 50° 51' 10" NB, 5° 40' 57" OL | 0935/2004             | Complex van acht beambtenwoningen in eclectische stijl                                  |
| Winkel-woonhuis in eclectische stijl                                                                              | 1904                                                         |                                                                                                 | Statensingel 147, 147bcd                                                                 | 50° 51' 5" NB, 5° 40' 49" OL  | 0935/1994             | Winkel-woonhuis in eclectische stijl                                                    |
| Woonhuis met lijstgevel                                                                                           | 1910                                                         |                                                                                                 | Statensingel 155, 155ab                                                                  | 50° 51' 5" NB, 5° 40' 48" OL  | 0935/1995             | Woonhuis met lijstgevel                                                                 |
| Woonhuis met lijstgevel                                                                                           | 1926                                                         |                                                                                                 | Statensingel 165, 165abc                                                                 | 50° 51' 4" NB, 5° 40' 47" OL  | 0935/1996             | Woonhuis met lijstgevel                                                                 |
| Woonhuis met lijstgevel in eclectische stijl                                                                      | 1906                                                         |                                                                                                 | Statensingel 173, 173abc                                                                 | 50° 51' 3" NB, 5° 40' 46" OL  | 0935/1997             | Woonhuis met lijstgevel in eclectische stijl                                            |
| Woonhuis met lijstgevel in eclectische stijl                                                                      | 1905                                                         |                                                                                                 | Statensingel 175, 175ab                                                                  | 50° 51' 3" NB, 5° 40' 46" OL  | 0935/1998             | Woonhuis met lijstgevel in eclectische stijl                                            |
| Woonhuis met lijstgevel                                                                                           | 1909                                                         |                                                                                                 | Statensingel 179                                                                         | 50° 51' 2" NB, 5° 40' 45" OL  | 0935/1999             | Woonhuis met lijstgevel                                                                 |
| Dubbel woonhuis in eclectische stijl                                                                              | 1904                                                         |                                                                                                 | Statensingel 181-183                                                                     | 50° 51' 2" NB, 5° 40' 44" OL  | 0935/2000             | Dubbel woonhuis in eclectische stijl                                                    |
| Woonhuis met lijstgevel                                                                                           | 1909                                                         |                                                                                                 | Statensingel 189                                                                         | 50° 51' 1" NB, 5° 40' 44" OL  | 0935/2002             | Woonhuis met lijstgevel                                                                 |
| Woonhuis met lijstgevel in eclectische stijl                                                                      | 1908                                                         |                                                                                                 | Statensingel 201                                                                         | 50° 51' 0" NB, 5° 40' 42" OL  | 0935/2003             | Woonhuis met lijstgevel in eclectische stijl                                            |
| Voormalige loods van brouwerij Marres                                                                             | 1897                                                         |                                                                                                 | Uitbelderstraat 1                                                                        | 50° 51' 9" NB, 5° 41' 20" OL  | 0935/2126             | Voormalige loods van brouwerij Marres                                                   |
| Woonhuis met topgevel                                                                                             | 18e eeuw                                                     |                                                                                                 | Uitbelderstraat 8ab                                                                      | 50° 51' 9" NB, 5° 41' 19" OL  | 0935/2129             | Woonhuis met topgevel                                                                   |
| Pakhuis |                                                              |                                                                                                 | Uitbelderstraat 10                                                                       | 50° 51' 9" NB, 5° 41' 18" OL  | 0935/3876 [dode link] | Pakhuis                                                                                 |
| Volkshuis | 1916, 1985 (verbouwing tot woningen)                         | Z. Gulden en M. Geldmaker                                                                       | Uitbelderstraat 21a t/m 29c                                                              | 50° 51' 8" NB, 5° 41' 17" OL  | 0935/2128             | Volkshuis                                                                               |
| Poortwoning | 1863                                                         |                                                                                                 | Zakstraat 3, 3abc, 5                                                                     | 50° 50' 59" NB, 5° 40' 47" OL | 0935/2350             | Poortwoning                                                                             |
| Bakkerij met bovenwoning                                                                                          | 1935                                                         |                                                                                                 | Zakstraat 9abc                                                                           | 50° 51' 0" NB, 5° 40' 47" OL  | 0935/2352             | Bakkerij met bovenwoning                                                                |
| Winkel-woonhuis                                                                                                   | 1929                                                         | A. Boosten                                                                                      | Zakstraat 10ab                                                                           | 50° 51' 0" NB, 5° 40' 48" OL  | 0935/2345             | Winkel-woonhuis                                                                         |
| Hoekpand met voorgevel in eclectische stijl                                                                       | 1905                                                         |                                                                                                 | Zakstraat 11abcd                                                                         | 50° 51' 1" NB, 5° 40' 46" OL  | 0935/2347             | Hoekpand met voorgevel in eclectische stijl                                             |
| Woonhuis met voorgevel in eclectische stijl                                                                       | 1909                                                         |                                                                                                 | Zakstraat 15abcd                                                                         | 50° 51' 2" NB, 5° 40' 45" OL  | 0935/2348             | Woonhuis met voorgevel in eclectische stijl                                             |

## De Sphinx-terrein
Op het De Sphinx-terrein (begrensd door Frontensingel, Boschstraat en Maagdendries/Achter de Barakken) bevinden zich de volgende 24 gemeentelijke monumenten beschreven in 14 regels (monumentnummers) die allen te maken hebben met de De Sphinx aardewerkfabriek.
| Object                                                               | Bouwjaar                                | Architect             | Locatie                                                  | Coördinaten                   | Nr.       | Afbeelding                                                           |
| -------------------------------------------------------------------- | --------------------------------------- | --------------------- | -------------------------------------------------------- | ----------------------------- | --------- | -------------------------------------------------------------------- |
| Complex van zeven woningen van de aardewerkfabriek De Sphinx         | 1948                                    | Alphons Boosten       | Achter de Barakken 6 t/m 18                              | 50° 51' 15" NB, 5° 41' 21" OL | 0935/237  | Complex van zeven woningen van de aardewerkfabriek De Sphinx         |
| Sphinx kantoorpand                                                   | 1955                                    | A.E.G. en J.D. Postma | Boschstraat 24                                           | 50° 51' 18" NB, 5° 41' 23" OL | 0935/243  | Meer afbeeldingen                                                    |
| Showroom (Sphinx; gebouw 38)                                         |                                         |                       | Boschstraat 24 (achterzijde)                             | 50° 51' 18" NB, 5° 41' 20" OL | 0935/244  | Meer afbeeldingen                                                    |
| Gipsfabriek (Sphinx; gebouw 33 & 34)                                 | 1917-1918 (gebouw 34), 1922 (gebouw 33) |                       | Boschstraat (ongenummerd); Sphinxterrein                 | 50° 51' 25" NB, 5° 41' 24" OL | 0935/3647 | Gipsfabriek (Sphinx; gebouw 33 & 34)                                 |
| Sanitairfabiek (Sphinx; gebouw 35)                                   | 1917-1918                               |                       | Boschstraat (ongenummerd); Sphinxterrein                 | 50° 51' 26" NB, 5° 41' 24" OL | 0935/3646 | Sanitairfabiek (Sphinx; gebouw 35)                                   |
| Brikkenbouw (Sphinx; gebouw 2)                                       |                                         |                       | Frontensingel (ongenummerd); Sphinxterrein               | 50° 51' 20" NB, 5° 41' 13" OL | 0935/245  | Meer afbeeldingen                                                    |
| 'Mouleurs' of 'De Belgen' (Sphinx; gebouw 20, 21, 22)                |                                         |                       | Frontensingel (ongenummerd); Sphinxterrein               | 50° 51' 26" NB, 5° 41' 19" OL | 0935/246  | Meer afbeeldingen                                                    |
| Gereconstrueerde glasstraat "Avenue Adolphe" (Sphinx; gebouw 23, 24) | na 1933                                 |                       | Frontensingel (ongenummerd); Sphinxterrein               | 50° 51' 25" NB, 5° 41' 20" OL | 0935/247  | Gereconstrueerde glasstraat "Avenue Adolphe" (Sphinx; gebouw 23, 24) |
| Vormenmagazijn (Sphinx; gebouw 25)                                   | 1903                                    |                       | Frontensingel (ongenummerd); Sphinxterrein               | 50° 51' 27" NB, 5° 41' 22" OL | 0935/3641 | Vormenmagazijn (Sphinx; gebouw 25)                                   |
| Fabrieksgebouw (Sphinx; gebouw 26)                                   | na 1920                                 |                       | Frontensingel / Boschstraat (ongenummerd); Sphinxterrein | 50° 51' 27" NB, 5° 41' 23" OL | 0935/3642 | Fabrieksgebouw (Sphinx; gebouw 26)                                   |
| Molengebouw (Sphinx; gebouw 30)                                      | 1918                                    |                       | Frontensingel / Boschstraat (ongenummerd); Sphinxterrein | 50° 51' 26" NB, 5° 41' 23" OL | 0935/3643 | Molengebouw (Sphinx; gebouw 30)                                      |
| Fabrieksgebouw (Sphinx; gebouw 31)                                   | na 1935                                 |                       | Frontensingel / Boschstraat (ongenummerd); Sphinxterrein | 50° 51' 25" NB, 5° 41' 23" OL | 0935/3644 | Fabrieksgebouw (Sphinx; gebouw 31)                                   |
| Overdekte straat (Sphinx; gebouw 32)                                 | circa 1930                              |                       | Frontensingel / Boschstraat (ongenummerd); Sphinxterrein | 50° 51' 26" NB, 5° 41' 23" OL | 0935/3645 | Overdekte straat (Sphinx; gebouw 32)                                 |
| Spoorgebouw (Sphinx; gebouw 8)                                       |                                         |                       | Petrus Regoutplein 16 t/m 22                             | 50° 51' 23" NB, 5° 41' 16" OL | 0935/248  | Spoorgebouw (Sphinx; gebouw 8)                                       |

## Vervallen monumenten
Het volgende object komt niet meer voor op de monumentenlijst en Cultuurwaardekaart van de gemeente:
| Object                                                             | Bouwjaar | Architect | Locatie               | Coördinaten | Nr.      | Afbeelding                                                         |
| ------------------------------------------------------------------ | -------- | --------- | --------------------- | ----------- | -------- | ------------------------------------------------------------------ |
| Muur van voormalig Sphinxterrein en medaillon Piet Killaars (1959) |          |           | Maagdendries bij 8-10 |             | 0935/248 | Muur van voormalig Sphinxterrein en medaillon Piet Killaars (1959) |